# Véretz
Véretz és un municipi francès, situat al departament de l'Indre i Loira i a la regió de Centre – Vall del Loira. L'any 2007 tenia 3.942 habitants.

## Demografia

### Població
El 2007 la població de fet de Véretz era de 3.942 persones. Hi havia 1.375 famílies, de les quals 214 eren unipersonals (109 homes vivint sols i 105 dones vivint soles), 427 parelles sense fills, 664 parelles amb fills i 70 famílies monoparentals amb fills.
La població ha evolucionat segons el següent gràfic:
Habitants censats

### Habitatges
El 2007 hi havia 1.521 habitatges, 1.409 eren l'habitatge principal de la família, 35 eren segones residències i 77 estaven desocupats. 1.440 eren cases i 74 eren apartaments. Dels 1.409 habitatges principals, 1.140 estaven ocupats pels seus propietaris, 262 estaven llogats i ocupats pels llogaters i 7 estaven cedits a títol gratuït; 2 tenien una cambra, 47 en tenien dues, 137 en tenien tres, 378 en tenien quatre i 845 en tenien cinc o més. 1.125 habitatges disposaven pel capbaix d'una plaça de pàrquing. A 420 habitatges hi havia un automòbil i a 923 n'hi havia dos o més.

### Piràmide de població
La piràmide de població per edats i sexe el 2009 era:
| Homes | Edats   | Dones |
| ----- | ------- | ----- |
| 4     | 95 o +  | 4     |
| 4     | 90 a 94 | 16    |
| 8     | 85 a 89 | 28    |
| 16    | 80 a 84 | 28    |
| 28    | 75 a 79 | 40    |
| 8     | 70 a 74 | 32    |
| 60    | 65 a 69 | 52    |
| 52    | 60 a 64 | 40    |
| 128   | 55 a 59 | 104   |
| 108   | 50 a 54 | 104   |
| 144   | 45 a 49 | 180   |
| 116   | 40 a 44 | 96    |
| 128   | 35 a 39 | 128   |
| 96    | 30 a 34 | 128   |
| 68    | 25 a 29 | 72    |
| 84    | 20 a 24 | 72    |
| 108   | 15 a 19 | 140   |
| 120   | 10 a 14 | 112   |
| 132   | 5 a 9   | 100   |
| 100   | 0 a 4   | 64    |

## Economia
El 2007 la població en edat de treballar era de 2.555 persones, 2.009 eren actives i 546 eren inactives. De les 2.009 persones actives 1.913 estaven ocupades (976 homes i 937 dones) i 95 estaven aturades (37 homes i 58 dones). De les 546 persones inactives 235 estaven jubilades, 189 estaven estudiant i 122 estaven classificades com a «altres inactius».

### Ingressos
El 2009 a Véretz hi havia 1.507 unitats fiscals que integraven 4.232 persones, la mediana anual d'ingressos fiscals per persona era de 20.940,5 €.

### Activitats econòmiques
Dels 147 establiments que hi havia el 2007, 4 eren d'empreses alimentàries, 9 d'empreses de fabricació d'altres productes industrials, 31 d'empreses de construcció, 25 d'empreses de comerç i reparació d'automòbils, 13 d'empreses de transport, 5 d'empreses d'hostatgeria i restauració, 6 d'empreses d'informació i comunicació, 2 d'empreses financeres, 5 d'empreses immobiliàries, 18 d'empreses de serveis, 21 d'entitats de l'administració pública i 8 d'empreses classificades com a «altres activitats de serveis».
Dels 33 establiments de servei als particulars que hi havia el 2009, 1 era una oficina de correu, 3 tallers de reparació d'automòbils i de material agrícola, 7 paletes, 3 guixaires pintors, 2 fusteries, 4 lampisteries, 3 electricistes, 4 perruqueries, 3 restaurants, 2 agències immobiliàries i 1 saló de bellesa.
Dels 4 establiments comercials que hi havia el 2009, 1 era un hipermercat, 2 fleques i 1 una joieria.
L'any 2000 a Véretz hi havia 6 explotacions agrícoles.

## Equipaments sanitaris i escolars
L'únic equipament sanitari que hi havia el 2009 era una farmàcia.
El 2009 hi havia 1 escola maternal i 1 escola elemental.

## Poblacions més properes
El següent diagrama mostra les poblacions més properes.